# Sint-Jan Baptistkerk (Wiekevorst)
De Sint-Jan-Baptistkerk (ook wel Sint-Jan-de-Doperkerk) is een volledig in baksteen gebouwde kerkgebouw in Wiekevorst.
Een aantal geschreven bronnen spreken over nieuw-grieks als toegepaste bouwstijl. Deze term is echter een literaire dwaling en kan best gezien worden als een synoniem voor de gebruikte classicistische bouwtrant. De bouw van de huidige kerk ging van start in 1757. Er gaan geschriften dat er zich lang daarvoor al een kapel bevond op die plaats. Boven de gewelven van het middenschip zijn de resten van de muren van deze kapel nog aanwezig. Rond 1857 werd de kerk uitgebreid met een kruisbeuk.  De uitbreiding en verbouwing is perfect zichtbaar aan de ramen met rondbogen, terwijl het oudere middenschip ramen met korfbogen heeft. Dit verschil is goed zichtbaar op de foto hiernaast. Ondanks de uitbreiding bleef de kerk zijn 18e-eeuwse rococo-uitzicht behouden.

## Interieur
Naast het al genoemde rococo-uitzicht bevat de kerk ook nog een groot barok altaar met een schilderij "Calvarieberg" uit de 17e eeuw geschilderd door Gaspar de Crayer.

## Kerkhof
Het kerkhof bevond zich vroeger zoals bij de meeste kerken rond de kerk binnen een ommuurd gebied. Momenteel bevindt het kerkhof zich slechts een weinig verder in de Dalstraat. De graven rond de kerk zijn nooit verplaatst geweest, alleen de stenen zijn verwijderd.
Hoewel alle graven verwijderd werden, zijn er nog steeds een viertal grafstenen te bewonderen langs beide zijden van de kerk. Ze stammen uit de 18de en 19de eeuw. Het gaat hier om vier graven die zich eerst in de kerk bevonden, maar met het vervangen van de oude zwart met wit betegelde vloer, buiten een plaatsje hebben gekregen.

## Toren

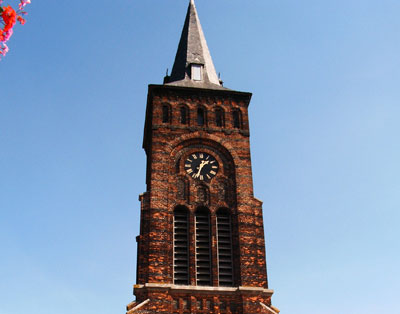
Het bovenste gedeelte van de kerktoren anno 2008.

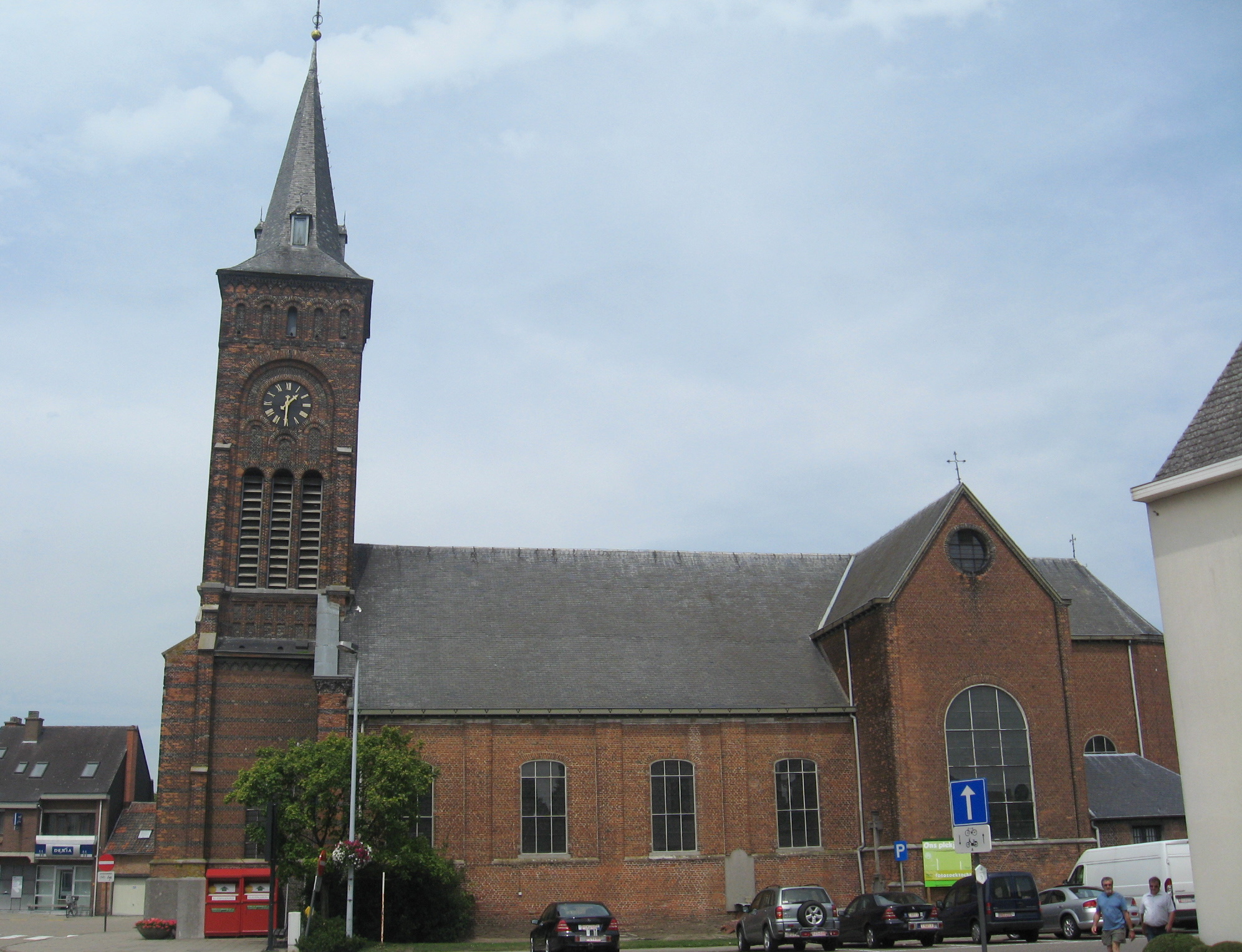
De kerk in 2011, zoals ze was voor de restauratie.

De toren van de kerk is 39 meter hoog. In tegenstelling tot de rest van het kerkgebouw is hier gebruikgemaakt van lagen gesinterde baksteen om de decoratieve waarde te verhogen. Deze zwarte banden komen sinds de restauratie van 2014-2015 opnieuw tot hun recht, hiervoor waren ze nog nauwelijks zichtbaar. De kerk bevat drie klokken, die van groot naar klein respectievelijk de tonen sol, la en do bezitten. Twee van de drie klokken zijn van 1953, de derde en kleinste klok (de zogenaamde angelusklok) is ouder.